# Guidouma
Guidouma ist eine Stadt im gabunischen Departement Tsamba-Magotsi innerhalb der Provinz Ngounié. Sie liegt an der Straße N1. Der Ort liegt auf einer Höhe von 252 Metern.